# Claudine Schneider
Claudine Schneider, née Claudine Cmarada le 25 mars 1947 à Clairton (Pennsylvanie), est une femme politique américaine, membre du Parti républicain et représentante du deuxième district congressionnel de Rhode Island à la Chambre des représentants des États-Unis de 1981 à 1991.

## Biographie
Après avoir étudié à l'université de Barcelone et au Rosemont College (en), Claudine Schneider est diplômée d'un baccalauréat universitaire ès lettres du Windham College (en) en 1969. Elle fonde la commission de l'énergie de Rhode Island (Rhode Island Committee on Energy) en 1973 puis devient directrice exécutive de la Conservation Law Foundation (en) l'année suivante. En 1978, elle est nommée coordinateur fédéral du programme de gestion de la zone côtière de Rhode Island. À la fin des années 1970, elle produit et anime des émissions politiques télévisée à Providence.
En 1978, elle se présente à la Chambre des représentants des États-Unis dans le 2e district de Rhode Island. Elle est battue par le démocrate sortant Edward Beard (en), qui la devance d'environ 9 000 voix. Deux ans plus tard, elle prend sa revanche en rassemblant 22 000 voix de plus que Beard. Elle est la première femme à représenter l'État au Congrès et le premier représentant républicain de Rhode Island depuis 40 ans.
En 1990, elle abandonne son siège pour se présenter au Sénat des États-Unis. Ne rassemblant que 38 % des suffrages, elle est largement battue par Claiborne Pell.
Par la suite, elle enseigne à la John F. Kennedy School of Government puis part travailler comme consultante dans le Colorado.

## Positions politiques
Claudine Schneider est une républicaine modérée. Durant son mandat au Congrès, elle se montre en faveur de la protection de l'environnement et des droits des femmes. Elle vote ainsi souvent contre la politique du président Ronald Reagan, davantage que la moyenne des représentants du Parti démocrate.
Lors de l'élection présidentielle américaine de 2016, Claudine Schneider apporte son soutien à la démocrate Hillary Clinton face au candidat de son parti, Donald Trump.